# ۵۶۶ (خورشیدی)
۵۶۶ پانصد و شصت و ششمین سال هجری خورشیدی است.